# Chollima

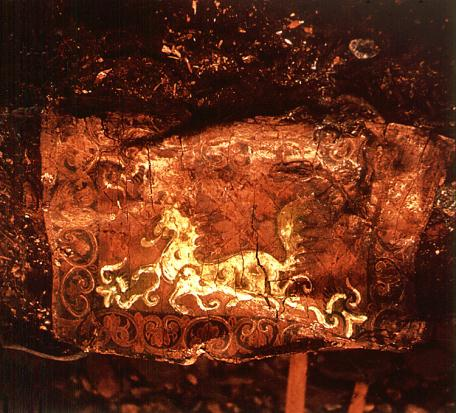
Un'immagine del Chollima

Il Chollima (cinese: 千里馬T, 千里马S, qiānlǐmǎP; coreano: 천리마?, 千里馬?, cheollimaLR, ch'ŏllimaMR; giapponese: 千里馬?, senrima) è un cavallo alato mitologico molto simile al Pegaso, apparso per la prima volta nei testi classici cinesi e diffusosi in un secondo tempo nelle altre culture estremo-orientali. Secondo la tradizione era impossibile domare tale creatura per via della sua velocità.

## Storia

### Cina
Nei testi classici cinesi del III secolo a.C. viene menzionata la figura di Bole (伯樂T, 伯乐S, bólèP), un domatore di cavalli mitologico che viene spesso associato al qiānlǐmǎ ("cavallo dei mille lǐ", poiché è in grado di percorrere 400 chilometri al giorno). Tale espressione, nel cinese classico, è sinonimo di una persona le cui capacità e abilità non si sono ancora rivelate. (Nella cultura cinese l'immagine del cavallo viene spesso utilizzata allegoricamente per rappresentare l'uomo.) Ogni qiānlǐmǎ ha il proprio Bole; grazie a lui riesce a raggiungere un'effettiva maturazione.

### Giappone
Il nome d'arte del pugile di peso medio Keitoku Senrima è, appunto, "Senrima", la pronuncia giapponese di Chollima. Egli ha scelto tale nome per esprimere le sue origini coreane.

### Corea del Nord

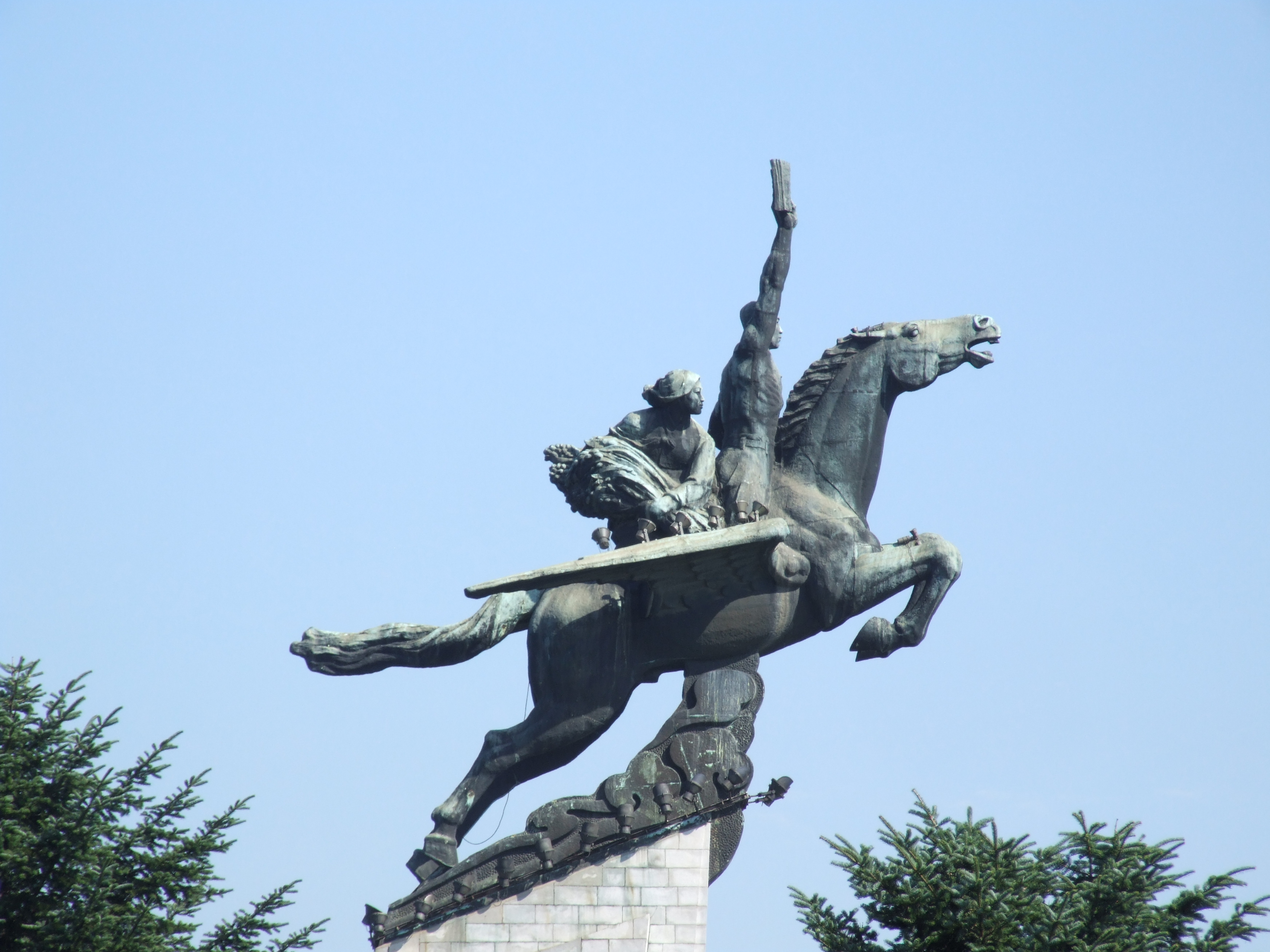
La statua del Chollima a Pyongyang simboleggia la velocità con cui la società coreana dovrebbe progredire.

Il Chollima è l'animale nazionale nordcoreano. Oltre ad essere il soprannome della nazionale di calcio della Corea del Nord, è anche la principale fonte d'ispirazione del movimento Chollima, che promuoveva, in maniera simile al grande balzo in avanti cinese e allo stacanovismo sovietico, un rapido sviluppo economico seguendo i precetti del socialismo. Infatti, in seguito alla guerra di Corea, il paese aveva bisogno di ingenti lavori di ricostruzione per poter tornare funzionale. Fu in questa occasione che Kim Il-sung diffuse lo slogan: "Corriamo alla velocità del Chollima!".
Nella capitale della Corea del Nord, Pyongyang, vi sono diverse statue che raffigurano tale creatura mitologica. Quella più importante, la statua di Chollima, simboleggia "l'eroismo e la costanza dello spirito combattivo del popolo coreano e le innovazioni progredite così rapidamente, alla velocità del Chollima". Finita il 15 aprile 1961, giorno di compleanno di Kim Il-sung, il monumento si trova tuttora sulla collina Mansu. Raggiunge i 46 metri d'altezza ed è lungo 16 metri.